# Список русских названий усачей
Семейство Усачи, или дровосеки (лат. Cerambycidae):
- Усачи длинноусые (Acanthocinus Guerin)
  - Усач серый длинноусый (Acanthocinus aedilis Linnaeus)
  - Усач серый длинноусый сибирский (Acanthocinus carinulatus Gebler)
  - Усач серый длинноусый малый (Acanthocinus griseus Fabricius)
- Acmaeops  LeConte
  - Усач ошейниковый (Acmaeops collaris Linnaeus) [Усач сухостойный]
- Арлекины (жуки) (Acrocinus Fabricius)
  - Длинноногий арлекин (Acrocinus longimanus Fabricius) [бразильский]
- Aeolesthes  Gahan
  - Усач городской (Aeolesthes sarta Solsky) [Усач узбекский, сартский]
- Стеблевые усачи (Agapanthia Serville) (?)
  - Усач чертополоховый (Agapanthia cardui Linnaeus)
  - Усач подсолнечниковый (Agapanthia dahli Richter)
  - Усач синий (Agapanthia violacea Fabricius)
- Alosterna  Mulsant
  - Усач бурый (Alosterna tabacicolor De Geer)
- Anaglyptus  Mulsant
  - Клит полосато-пестрый (Anaglyptus rnyaticus Mulsant)
- Аромии  (Aromia Serville)
  - Усач мускусный (Aromia moschata Linnaeus)
- Asemum  Fischer
  - Усач ребристый (Asemum striatum Linnaeus)
- Calamobius  Guerin
  - Усач цветочный злаковый (Calamobius filum Rossi), усач тонкий
- Каллидиум (Callidium Fabricius), Усачи плоские
  - Усач плоский золотистый (Callidium aeneum DeGeer)
  - Усач фиолетовый (Callidium violaceum Linnaeus)
- Callipogon  Serville
  - Реликтовый дровосек (Callipogon relictus Semenov)
- Усачи дубовые  (Cerambyx Linnaeus)
  - Усач большой дубовый (Cerambyx cerdo Linnaeus)
  - Усач большой плодовый (Cerambyx dux Faldermann)
  - Дубовый усач малый (Cerambyx scopolii Fuessler) [Усач вишнёвый]
- Клиты  (Clytus  Laicharteg)
  - Клит многоядный (Clytus arietis Linnaeus), Усач многоядный
  - Усач желтополосый (Clytus lama Mulsant), [клит желтополосый]
  - Клит ракитниковый (Clytus rhamni Germar)
- Criocephalus  Mulsant
  - Усач деревенский (Criocephalus nesticus Linnaeus) [бурый комлевой]
- Cyrtoclytus  Ganglbauer
  - Усач сосновый (Cyrtoclytus capra Germar)
- Корнееды (Dorcadion Dalmer)
  - Усач полевой (Dorcadion aethiops Scope)
  - Усач хлебный (Dorcadion carinatum Pallas)
  - Усач крестоносец (Dorcadion equestre Laxman)
  - Корнеед шелковистый (Dorcadion holosericeum Krynski)
- Ergates  Fabricius
  - Усач-плотник  (Ergates faber Linnaeus)
- Eurynassa  Boisduval
  - Усач цветочный (Eurynassa terrogationis Linnaeus)
- Gaurotes  LeConte
  - Усач черногрудый (Gaurotes vlrginea Linnaeus)
- Gracilia  Serville
  - Усач корзиночный (Gracilia minuta Fabricius), усач-крошка
- Хилотрупесы (Hylotrupes Serville)
  - Усач домовый (Hylotrupes bajulus Linnaeus)
- Лямии (Lamia Fabricius) (усачи-толстяки)
  - Ивовый толстяк (Lamia textor Linnaeus)
- Lamiomimus  Kolbe
  - Усач Готча (Lamiomimus gottschei Kolbe)
- Lepidea  Mulsant
  - Усач корзиночный южный (Lepidea brevipennis Mulsant)
- Лептуры (Leptura Linnaeus)
  - Лептура жёлтая (Leptura livida Fabricius)
  - Лептура красная (Leptura rubra Linnaeus)
  - Усачик зелёный (Lepturobosca virens Linnaeus), Лептуpa зелёная
- Mallambyx  Bates
  - Усач Радде (Mallambyx raddei Blessig)
- Megacyllene  Gahan
- Усач глазчатый (Mesosa  Latreille)
  - Усач глазчатый желтопятнистый (Mesosa myope Dalmer)
- Неполнокрылы (Molorchus Fabricius)
  - Неполнокрыл малый (Molorchus minor Linnaeus), усач еловый неполнокрылый, усачик хвойный короткокрылый
- Чёрные усачи (Monochamus Latreille)
  - Усач бронзовый сосновый (Monochamus galloprovincialis Olivier) (чёрный)
  - Усач чёрный крапчатый (Monochamus Impluviatus Motschulski)
  - Усач чёрный бархатисто-пятнистый (Monochamus saltuarius Gabler)
  - Большой еловый чёрный усач (Monochamus sartor Fabricius)
  - Усач чёрный еловый малый (Monochamus tutor Linnaeus)
  - Усач чёрный пихтовый (Monochamus urussovi Fischer von Waldheim)
- Моримусты (Morimus Serville)
  - Моримус темный (Morimus funereus Mulsant)
- Nathrius  Mulsant
  - Усачик южный корзиночный (Nathrius brevipennis Mulsant)
- Короткокрылы (жуки) (Necydalis Linnaeus)
  - Большой короткокрыл (Necydalis major Linnaeus)
- Nivellia  Mulsant
  - Усач кроваво-красный (Nivellia sanguinosa Gyllenhal)
- Усачи-прутоеды (Oberea Mulsant)
  - Усач ореховый (Oberea linearis Linnaeus)
  - Усач красногрудый (Oberea oculata Linnaeus) [глазчатый]
- Oedecnema  Thompson
  - Усач толстоногий (Oedecnema dubia Fabricius)
- Пахиты  (Pachyta Zetterstedt)
  - Четырёхпятнистая пахита (Pachyta quadrimaculata Linnaeus), Усач четырёхпятнистый
- Парандры (Parandra Menetries)
  - Парандра каспийская (Parandra caspia Menetries)
- Усачики дутые (Phymatodes  Mulsant)
  - Усач богарный (Phymatodes lividus Rossi)
  - Усач красногрудый дутый (Phymatodes testaceus Linnaeus)
- Усачи травяные (Phytoecia Mulsant)
  - Усач зонтичный (Phytoecia cylindrica Linnaeus)
  - Усач пастернаковый (Phytoecia kterica Schaller)
- Усачи полосатые (Plagionotus Mulsant);
  - Усач поперечнополосатый (Plagionotus arcuatus Linnaeus)
  - Усач пестрый (Plagionotus detritus Linnaeus)
  - Усач люцерновый (Plagionotus floralis Pallas)
- Pogonocherus  Zetterstedt
  - Усач сосновых вершин (Pogonocherus fasciculatus De Geer)
- Прионусы (Prionus Fabricius)
  - Усач-кожевник  (Prionus coriarius Linnaeus)
- Усачи-краснокрылы (Purpuricenus Germar)
  - Усач Келера (Purpuricenus kaehleri Linnaeus)
- Pyrrhidium Fairmaire
  - Усач плоский красный (Pyrrhidium sanguineum Linnaeus)
- Усачи-рагии (Rhagium Fabricius)
  - Двухполосый рагий (Rhagium bifasciatum Fabricius)
  - Ребристый рагий (Rhagium inquisitor Linnaeus), Рагий-сыщик
  - Чернопятнистый рагий (Rhagium mordax De Geer), Рагий колючий
  - Рыжий рагий (Rhagium sycophanta Schrank)
- Усачи-резусы  (Rhaesus Motschulsky)
  - Дровосек зубчатогрудый  (Rhaesus serricollis Motschulski)
- Розалии  (Rosalia Serville)
  - Усач альпийский (Rosalia alpina Linnaeus)
  - Усач небесный (Rosalia coelestis Semenov), Розалия изумрудная
- Скрипуны  (Saperda Fabricius)
  - Скрипун большой осиновый (Saperda carcharias Linnaeus)
  - Скрипун восьмиточечный (Saperda octopunctata Scope)
  - Скрипун продырявленный (Saperda perforata Pallas)
  - Скрипун осиновый малый (Saperda populnea Linnaeus)
  - Скрипун мраморный (Saperda scalaris Linnaeus)
- Спондилы (Spondylis Fabricius)
  - Усач короткоусый (Spondylis buprestoides Linnaeus)
- Странгалии  (Strangalia Serville)
  - Странгалия кривоногая (Strangalia arcuata Panzer)
  - Странгалия двуперевязанная (Strangalia bifasdata Midler)
  - Странгалия обыкновенная (Strangalia melanura Linnaeus)
  - Странгалия четырехполосая (Strangalia quadrifasdata Linnaeus)
- Strangalina  Aurivillius
  - Усач узкотелый (Strangalina attenuate Linnaeus)
- Stromatium  Serville
  - Усач рыжий домовый (Stromatium fulvum Villiers)
- Тетропиумы (Tetropium Kirby)
  - Усач блестящегрудый (Tetropium castaneum Linnaeus)
  - Усач матовогрудый (Tetropium fuscum Fabricius)
  - Дровосек Габриеля лиственничный (Tetropium gabrlcti Weise)
  - Усач еловый тонкоусый (Tetropium gradUcorne Reiner)
  - Усач еловый семиреченский (Tetropium staudinger Picard)
- Усачики-крошки (Tetrops Stephens)
  - Усачик фруктовый (Tetrops praeustus Linnaeus)
- Toxotus  Zetterstedt
  - Усач-скороход (Oxymirus cursor Linnaeus), Toxotus cursor
- Tragosoma  Serville
  - Усач-дубильщик  (Tragosoma depsarium Linnaeus)
- Turanium  Kirby
  - Усач туранский (Turanium scabrum Kirby)
- Xylotrechus  Chevreul
  - Дровосек алтайский лиственничный (Xylotrechus altaicus Getter)
  - Клит джидовый (Xylotrechus grumi Semenov)
  - Усач наманганский (Xylotrechus namanganensis Heyden)
  - Усач осиновый (Xylotrechus rusticus Linnaeus)